# Liste der Monuments historiques in Vaudoncourt (Meuse)
Die Liste der Monuments historiques in Vaudoncourt führt die Monuments historiques in der französischen Gemeinde Vaudoncourt auf.

## Liste der Objekte
| Bezeichnung | Beschreibung                                                                                       | Standort                        | Kennzeichnung | Schutzstatus | Datum | Bild |
| ----------- | -------------------------------------------------------------------------------------------------- | ------------------------------- | ------------- | ------------ | ----- | ---- |
| Monstranz   | Silber, vergoldet, Messing, versilbert und vergoldet, Anfang des 19. Jahrhunderts, von Jean Salmon | in der Kirche St-Nicolas (Lage) | PM55002448    | Inscrit      | 1996  |      |
| Kasel       | Seide, bestickt, 19. Jahrhundert                                                                   | in der Kirche St-Nicolas (Lage) | PM55002447    | Inscrit      | 1992  |      |